# Aongstroemia gayana
Aongstroemia gayana là một loài Rêu trong họ Dicranaceae. Loài này được (Mont.) Müll. Hal. mô tả khoa học đầu tiên năm 1848.